# Гюнтер Швантес
Гюнтер Швантес (нім. Günther Schwantes; 15 жовтня 1881, Кольберг — 11 серпня 1942) — німецький воєначальник, генерал-лейтенант вермахту.

## Біографія
Син судді Юліуса Швантеса. В жовтні 1899 року почав службу в 1-м Нижньосілезькому полку польової артилерії «фон Подбельскі» № 5. З 1 жовтня 1904 року—- ад'ютант кінного артилерійського дивізіону. В 1908 році відряджений у військову академію, а в 1912 році — в Генштаб.
На початку Першої світової війни призначений в штаб 6-го армійського корпусу; з 14 травня 1916 року служив в штабі 4-ї запасної дивізії, з 26 листопада 1916 року — в штабі 39-ї піхотної дивізії, де і залишався до кінця війни.
Після демобілізації армії залишений в рейхсвері, направлений в штаб 1-року ділянки нейтральної зони Рурської області. У травні 1919 року призначений командиром піхотних частин 31-ї бригади. З 1 жовтня 1919 року — член комісії з перемир'я. В середині лютого 1921 року призначений в штаб 7-го (прусського) кавалерійського полку в Бреслау. З 25 серпня 1922 року — командир ескадрону 11-го кавалерійського полку. В середині 1923 року призначений в штаб 2-ї дивізії. З вересня 1925 року працював у Імперському військовому міністерстві в Берліні, в «статистичному відділі піхоти (T3) Управління військ (TA)». Під цим позначенням був прихований абвер. З весни 1927 року служив у розвідувальному відділі сухопутних військ, з 1 квітня 1928 року очоливі відділ, об'єднаний з розвідкою ВМФ. З 1 лютого 1930 року — командир 11-го (прусського) кавалерійського полку. 30 листопада 1930 року вийшов у відставку. Подальша діяльність Швантеса невідома до 1 жовтня 1936 року, коли він був призначений командиром 4-й службової інстанції в Швайдніці.
1 березня 1938 року — командир 19-ї піхотної дивізії. Учасник Польської кампанії. В січні 1940 року переніс інсульт, тому 1 лютого був відправлений в резерв. 1 вересня 1941 року остаточно звільнений у відставку.

## Сім'я
12 лютого 1924 року одружився з Едіт фон Айке унд Польвіц.

## Звання
- Фанен-юнкер (жовтень 1899)
- Фенріх (18 серпня 1900)
- Лейтенант (18 травня 1901)
- Оберлейтенант
- Гауптман (2 серпня 1914)
- Майор (5 березня 1922)
- Оберстлейтенант (1 лютого 1928)
- Оберст (1 січня 1931)
- Генерал-майор (1 жовтня 1933)
- Генерал-лейтенант (1 червня 1938)

## Нагороди
- Залізний хрест 2-го і 1-го класу
- Орден «За заслуги» (Баварія) 4-го класу з мечами
- Орден Фрідріха (Вюртемберг), лицарський хрест 1-го класу з мечами
- Хрест «За заслуги у війні» (Саксен-Мейнінген)
- Королівський орден дому Гогенцоллернів, лицарський хрест з мечами
- Нагрудний знак «За поранення» в чорному
- Хрест «За вислугу років» (Пруссія)
- Почесний хрест ветерана війни з мечами
- Медаль «За вислугу років у Вермахті» 4-го, 3-го, 2-го і 1-го класу (25 років)